# Dioscorea dregeana
Dioscorea dregeana är en enhjärtbladig växtart som först beskrevs av Carl Sigismund Kunth, och fick sitt nu gällande namn av Théophile Alexis Durand och Schinz. Dioscorea dregeana ingår i släktet Dioscorea och familjen Dioscoreaceae. Inga underarter finns listade i Catalogue of Life.